# Ератосфен
Ератосфе́н (дав.-гр. Ερατοσθένης, грец. Ἐρατοσθένης; близько 275 — 194 до н. е.) — давньогрецький науковець і письменник, один із найрізнобічніших науковців античності. Ератосфен займався філологією, філософією, хронологією, математикою, астрономією, геодезією, географією, писав вірші та музику. За це сучасники дали йому прізвисько Пентатл, тобто Багатоборець. Інше його прізвисько, Бета, тобто «другий», очевидно, свідчило про те, що в усіх науках Ератосфен досяг не найвищого, хоч і дуже доброго результату. Відомий тим, що вперше обчислив довжину кола Землі, винайшов армілярну сферу, створив решето Ератосфена та став основоположником наукової хронології. Його називають «батьком сучасної географії».

## Життя
Ератосфен народився в Африці, у Кирені (частина сучасної Лівії). Спочатку навчався в місцевій гімназії, де він навчився фізичним навичкам, читанню, письму, арифметиці, поезії та музиці. Потім навчався в Александрії, де досліджував мистецтво поезії, можливо, у Каллімаха. Згодом здобував освіту в Афінах у відомих наставників: Зенона Кітіонського, який навчав його стоїцизму у філософських лекціях про доброчесне життя, платоніка Аркесілая і перипатетика Арістона з Хіоса, граматика Лісанія. Імовірно, саме завдяки настільки широкій освіті та розмаїтості інтересів приблизно в 245 році до н. е. Ератосфен отримав від царя Птолемея III Евергета запрошення повернутися в Александрію, щоб стати бібліотекарем Александрійської бібліотеки. Ератосфен, якому тоді було тридцять років, прийняв запрошення й поїхав до Александрії, де прожив до кінця свого життя. Приблизно через п'ять років він став головним бібліотекарем — посаду, яку раніше обіймав поет Аполлоній Родій. Як керівник бібліотеки Ератосфен виховував дітей Птолемея, у тому числі Птолемея IV Філопатора. Також він розширив фонди бібліотеки: в Александрії всі книги повинні були здаватись на тиражування. Говорили, що вони були скопійовані настільки точно, що неможливо було сказати, що саме повернула бібліотека оригінал чи копію. Він намагався зберегти репутацію Александрійської бібліотеки в конкуренції з Пергамською бібліотекою. Ератосфен створив цілий розділ, присвячений дослідженню Гомера, і придбав оригінальні твори великих трагічних драм Есхіла , Софокла та Евріпіда. Ератосфен вважав, що в кожній нації є як добре, так і погане, і критикував Арістотеля за те, що він стверджував, що людство поділяється на греків і варварів, а також за те, що греки повинні зберігати расову чистоту. Постарішавши, він захворів на офтальмію й осліп близько 195 року до н. е. Втрата здатності читати та спостерігати за природою мучила та пригнічувала його, що призвело до добровільної смерті від голоду. Він помер у 194 році до н. е. у віці 82 років в Александрії. Протягом життя Ератосфен зробив кілька важливих внесків у математику та науку й був другом Архімеда, який присвятив йому свою книгу «Ефодик» (тобто «Метод»). Близько 255 року до н. е. він винайшов армілярну сферу. У праці «Про кругові рухи небесних тіл» Клеомед приписує йому те, що він обчислив довжину кола Землі в 240 році до н. е. з високою точністю, проте станом на 2025 рік існують суперечки щодо точності його розрахунків, адже похибка за різними підрахунками в його вимірюваннях варіюється від 0,5 % до 17 %.

## Вимірювання довжини кола та радіуса Землі

Ілюстрація показує на глобусі частину Африканського континенту. Двома стрілками показані сонячні промені, які потрапляють на землю в Сієні та Александрії. Кут сонячних променів і гномон (вертикальна лінія) показані для Александрії, ці засоби дозволили Ератосфену визначити радіус і довжини кола Землі.

Вимірювання довжини кола Землі є найвідомішим серед результатів, отриманих Ератосфеном, він описав свою техніку вимірювання в книзі під назвою «Про вимірювання Землі» , яка не збереглася, проте збереглася спрощена версія, описана Клеомедом для популяризації відкриття. Згідно з книги Клеомеда "Про кругові рухи небесних тіл " Ератосфен розрахував Радіус Землі, не покидаючи Єгипту. Він знав, що в полудень під час літнього сонцестояння в місці Суен (сучасна назва Асуан, Єгипет) Сонце перебуває в зеніті, тобто прямо над головою. Отож висота Сонця над горизонтом становила 90°. Він дізнався про це завдяки тому, що Сонце відсвічує з дна глибокого колодязя, а людина, що заглядала туди в цей час, закривала собою відбиття Сонця у воді. Йому спало на думку виміряти висоту Сонця над горизонтом у полудень такого ж самого дня в Александрії. Метод вимірювання за допомогою зменшеного зображення того трикутника, який мав прямий кут між вертикально встановленим стержнем і його тінню. Цей кут становив приблизно 7°, або 1/50 довжини кола. Припускаючи, що Земля має ідеальну сферичну форму, знаючи відстань і напрямок до Сієни, він зробив висновок, що довжина кола Землі в 50 разів більша від цієї відстані.
Ці знання про розмір Єгипту були результатом роботи професійних бематистів, які здійснювали геодезичні подорожі. Їх робота полягала в тому, щоб точно виміряти розмір території Єгипту для сільськогосподарських і податкових цілей. Рахівники фараона дали відповідь, що відстань між Суеном і Александрією становить 5 000 стадій (цифра яка була встановлена раніше). Можливо, ця відстань була встановлена шляхом вимірювання часу, який треба було витратити аби здолати шлях від Суену до Александрії на верблюді. Карл Саган припускав, що Ератосфен заплатив людині за проходження цього шляху та вимірювання відстані. Є думка, що Ератосфен використав «Олімпійський стадіон» як міру відстані, що становить 176,4 м, що означає, що довжина кола Землі становить 44 100 км, похибка в 10 %, а італійська стадія в 184,8 м стала (на 300 років пізніше) загально визнаною величиною довжини стадії, що в результаті дає довжина кола 46100 км, похибка на 15 %. Маючи тогочасні недосконалі інструменти вимірювання, Ератосфен навряд чи міг це зробити точно. Він зробив п'ять основних припущень (жодне з яких не є бездоганно точним):
1. Що відстань між Александрією і Суеном становила 5 000 стадій,
2. Що Александрія розташована точно на північ від Суену
3. Що Суен знаходиться на тропіку Рака
4. Що Земля є ідеальною сферою.
5. Що сонячні промені — паралельні.

Згодом Ератосфен округлив результат до остаточного значення в 700 стадій на градус і в підсумку отримав довжина кола 252000 стадій; скоріше за все, він перерахував це для спрощення розрахунків, оскільки більше число ділиться без залишку на 60. Точна довжина одиниць (стадіїв), які він використовував, сумнівна, тому точність його результату невизначена. Його вимірювання довжини кола Землі могло відрізнятися на 0,5 % - 17 % від значення, прийнятого сучасними астрономами, але воно, безумовно, було в правильному діапазоні. У 2012 році Ентоні Абре Мора повторив розрахунки Ератосфена з точнішими вимірюваннями; в результаті він отримав число 40074 км, яке відрізняється на 66 км (0,16 %) від загально прийнятої зараз полярної довжини кола Землі.
Через 1700 років після Ератосфена, вивчаючи те, що Ератосфен написав про розмір Землі, Христофор Колумб мав уявлення, ґрунтуючи їх на карті Тосканеллі, що довжина кола Землі була на третину менша. Якби, відпливаючи у подорож, Колумб знав, що більше значення довжина кола, розраховане Ератосфеном, було точнішим ніж його, то він би знав, що місце, де він висадився на березі, було не Азією, а скоріше Новим світом.

## Творче надбання
На жаль, після знищення Александійської бібліотеки твори Ератосфена не збереглися, ми маємо від них лише фрагменти, які свідчать про надзвичайну різнобічність автора.

### Математика й філософія
Серед математичних творів Ератосфена виділяється твір Платоники (Platonikos), свого роду коментар до діалогу «Тімей» Платона, у якому розглядалися питання з області математики й музики. Ератосфен звертається до математичних і музичних основ платонівської філософії. Вихідним пунктом було так зване делійське питання, тобто подвоєння куба, якому автор присвятив трактат Подвоєння куба. Геометричний зміст мав твір Про середні величини (Peri mesotenon) у 2 частинах, присвячений розв'язуванню геометричних та арифметичних задач. Широко відомий трактат Решето (Koskonon). У ньому науковець виклав спрощену методику визначення простих чисел (так зване «решето Ератосфена»).

### Географія
Ератосфен був основоположником наукової, математичної та фізичної, географії. В Александрійській бібліотеці він мав доступ до різноманітних книг про подорожі, які містили різноманітну інформацію та уявлення про світ, які потрібно було зібрати разом у певному організованому форматі. Так і з'явилася його три томна праця «Географія» (Geographika), де він зібрав перший систематичний науковий виклад географії, історію географічних відкриттів, а також розглядав ряд фізичних і математичних проблем, зв'язаних з географією, включаючи вказівку на сферичну форму Землі й опис її поверхні. Ератосфен описав і наніс на карту весь відомий йому світ, розділивши Землю на п'ять кліматичних зон: дві зони замерзання навколо полюсів, дві помірні зони та зона, що охоплює екватор і тропіки, використовував паралелі та меридіани, щоб зв'язати всі місця світу та оцінити відстань до віддалених місць. У «Географії» було показано назви понад 400 міст та їх розташування, чого раніше не було. Ця книга є першим зареєстрованим випадком багатьох термінів, які все ще використовуються сьогодні, включаючи назву географічної дисципліни. Науковець виступав проти трактування Іліади й Одіссеї як джерела географічних відомостей, проте високо оцінив інформацію Піфея. Він також висловив припущення, що якщо плисти від Гібралтару на захід, то можна доплисти до Індії. Ератосфен додав до свого твору географічну карту світу, яку, за переказом Страбона, критикував Гіппарх Нікейський. Однак його «Географія» була втрачена в історії, хоча фрагменти праці можна зібрати разом з іншими великими істориками, такими як Пліній, Полібій, Страбон і Марціан.
Однак найвідомішою працею Ератосфена в області геодезії та географії був трактат «Про вимір Землі» (Peri tes anametreseos tes ges), присвячений винайденому ним способу визначення розміру Землі.
- Перша книга була чимось на кшталт вступу та містила огляд його попередників, визнаючи їхні внески, які він зібрав у бібліотеці. У цій книзі Ератосфен засудив Гомера як такого, що не дає жодного розуміння тому, що він тепер називає географією. Його несхвалення топографії Гомера розлютило багатьох, хто вважав світ, зображений в «Одіссеї», законним[12][25]. Він також прокоментував уявлення про природу та походження Землі: він вважав Землю нерухомою кулею, покиїї поверхня змінювалася. Він припустив, що свого часу Середземне море було величезним озером, яке вкривало країни, які його оточували, і що воно з'єдналося з океаном на заході лише тоді, коли в його історії відкрився прохід.
- Друга книга містить його розрахунок довжини кола Землі. Саме тут, за словами Плінія, «був захоплений світ». Тут Ератосфен описав свою відому історію про колодязь у Сієні, де опівдні кожного літнього сонцестояння сонячні промені сяяли прямо в колодязь у центрі міста.
- Його третя книга «Географії» містила політичну географію. Він позначав країни та використовував паралельні лінії, щоб розділити карту на частини, щоб дати точні описи царств. Це був прорив, і його можна вважати початком географії. За це Ератосфена назвали «батьком сучасної географії»[20].

### Хронологія
Ератосфена можна вважати також засновником наукової хронології. У своєму об'ємному творі «Хронографія» (Chronographiai) у 9 книгах він намагався установити дати, зв'язані з політичною і літературною історією Стародавньої Греції. Праця охоплювала період від зруйнування Трої (датованої Ератосфеном 1184-83 до н. е.) до смерті Александра Македонського (323 до н. е.). У датування Ератосфен спирався на складений ним список переможців Олімпійських ігор і розробив точну хронологічну таблицю, у якій усі відомі йому політичні й культурні події датував за олімпіадами (чотирирічними періодами між іграми). "Хронографія " Ератосфена стала основою пізніших хронологічних досліджень Аполлодора Афінського.